# Яшин, Олег Владимирович
Олег Владимирович Яшин (род. 1952) — советский и российский банковский деятель, председатель правления Сбербанка России в 1993—1996 годах.

## Биография
Родился 30 июля 1952 года.
В 1974 году окончил Могилевский технологический институт (ныне Могилёвский государственный университет продовольствия) по специальности «технология химических волокон».
Трудовую деятельность начал по окончании вуза на Могилевском производственном объединении «Химволокно». С 1979 года работал в Российском республиканском главном управлении государственных трудовых сберкасс СССР. В 1985 году окончил Всесоюзный заочный финансово-экономический институт (ныне Финансовый университет при Правительстве Российской Федерации) по специальности «финансы и кредит».
С 1987 года, когда прошла реорганизация государственных трудовых сберкасс СССР, занимал должность первого заместителя председателя Российского республиканского Сбербанка. В 1991–1993 годах — вице-президент Сбербанка РФ. С марта 1993 по январь 1996 года занимал пост Председателя правления Сбербанка России. Именно при нём строился нынешний головной офис Сбербанка на улице Вавилова. До увольнения в октябре 1997 года Яшин был советником президента банка.
С июня 2002 года Олег Яшин — Первый заместитель председателя правления банка «Диалог-Оптим» (Москва, ныне закрыт), курировал вопросы стратегического планирования и развития.
В настоящее время находится на пенсии, проживает в Москве.